# Manzini (district)
Manzini is een district van Swaziland, gelegen in het westen van het land. Het district beslaat een oppervlakte van 5068 km² en er wonen 292.000 mensen (1997). De gelijknamige hoofdplaats is Manzini.
Hhohho · Lubombo · Manzini · Shiselweni